# Complete Music Video Collection
Complete Music Video Collection es un extenso DVD (también publicado en UMD) de la banda estadounidense de punk rock The Offspring. Fue lanzado para acompañar el álbum Greatest Hits, que se publicó un mes antes. Este DVD muestra todos los vídeos musicales de la banda, grabados entre 1994 y 2005 (a excepción de "Million Miles Away"). También contiene 11 actuaciones en vivo, dos vídeos extra, una entrevista y comentarios de la banda.

## Lista de vídeos

### Sencillos
Todos los sencillos con comentarios a excepción de "Can't Repeat".
1. "Come Out and Play (Keep 'Em Separated)"
2. "Self Esteem"
3. "Gotta Get Away"
4. "All I Want"
5. "Gone Away"
6. "The Meaning of Life"
7. "I Choose"
8. "Pretty Fly (for a White Guy)"
9. "Why Don't You Get a Job?"
10. "The Kids Aren't Alright"
11. "She's Got Issues"
12. "Original Prankster"
13. "Want You Bad"
14. "Defy You"
15. "Hit That"
16. "(Can't Get My) Head Around You"
17. "Can't Repeat"

### Vídeos extra
1. "Da Hui"
2. "Cool to Hate"

### Presentaciones en vivo

#### House of Blues 1998
1. "Self Esteem"
2. "All I Want"
3. "Pretty Fly (for a White Guy)"
4. "Why Don't You Get a Job?"

#### SmashtoSplinteren MTV
1. "Long Way Home"
2. "Hit That"
3. "Gotta Get Away"
4. "The Worst Hangover Ever"
5. "Come Out and Play (Keep 'Em Separated)"
6. "(Can't Get My) Head Around You"
7. "The Kids Aren't Alright"

### Vídeos ocultos
- Una banda de marcha instrumental realiza una versión de "Hit That".
- Una presentación en vivo de la canción "Get It Right", del álbum Ignition, en Londres de 1993.
- Un vídeo de 1983 de Dexter Holland y Greg Kriesel (ambos adolescentes en ese momento) tocando la batería y el bajo respectivamente, en una cochera en Cypress. En el mismo vídeo, se los muestra 15 méses después, aunque Dexter ya como vocalista y guitarrista. James Lilja era el baterista en el vídeo. Este vídeo también aparece en el primer DVD de la banda, Americana, publicado en 1999.

## Otras características
- Hay un "Making of Da Hui", en el cual Noodles habla de cómo fue hecho el vídeo de la canción.
- Contiene una entrevista entre Dexter Holland y Guy Cohen, el actor del videoclip de "Pretty Fly (for a White Guy)".
- El DVD también contiene una galería de guion gráfico para las canciones "The Kids Aren't Alright", "Pretty Fly (for A White Guy)" y "Gone Away".

- Datos: Q942934